# Luis Alberto Bravo
Luis Alberto Bravo Piña (Milagro, 1979) es un narrador y poeta ecuatoriano.
Entre sus obras más destacadas se cuentan el poemario Utolands (con el que ganó en México el Premio Lenguaraz de Poesía 2009) y las novelas Septiembre (mención de honor en el Concurso Nacional de Literatura Ángel Felicísimo Rojas y beca del Fondo Editorial), El jardinero de los Rolling Stones (escrita con una beca otorgada por el gobierno mexicano y con la que ganó el Concurso Nacional de Literatura Miguel Riofrío) y Crow (mención de honor del Premio La Linares de Novela Breve 2016).
En 2022, obtuvo el Premio de Narrativa Miguel Donoso Pareja con su novela Asia, en que reconstruye el paso en la década de 1950 del escritor estadounidense William Burroughs en Guayaquil.

## Opiniones de su obra
En 2011 fue calificado por la Feria Internacional del Libro de Guadalajara como "uno de los 25 secretos mejor guardados de la literatura latinoamericana". El escritor Ernesto Carrión lo ubicó, al discutir su novela El jardinero de los Rolling Stones, como parte de lo más destacado de la literatura ecuatoriana contemporánea. Su novela Hotel Bartleby, por su lado, recibió elogios por parte del escritor Leonardo Valencia.

## Obras
Novelas
- Septiembre (2013)[11]
- Hotel Bartleby (2013)[11]
- El jardinero de los Rolling Stones (2016)[12]
- Crow (2017)
- Asia (2023)

Poesía
- Utolands (2010)[13]

Cuentos
- Cuentos para hacer dormir a una niña punk (2010)
- Las ardillas del Orden Enano (2011)